# Gábor Agárdi

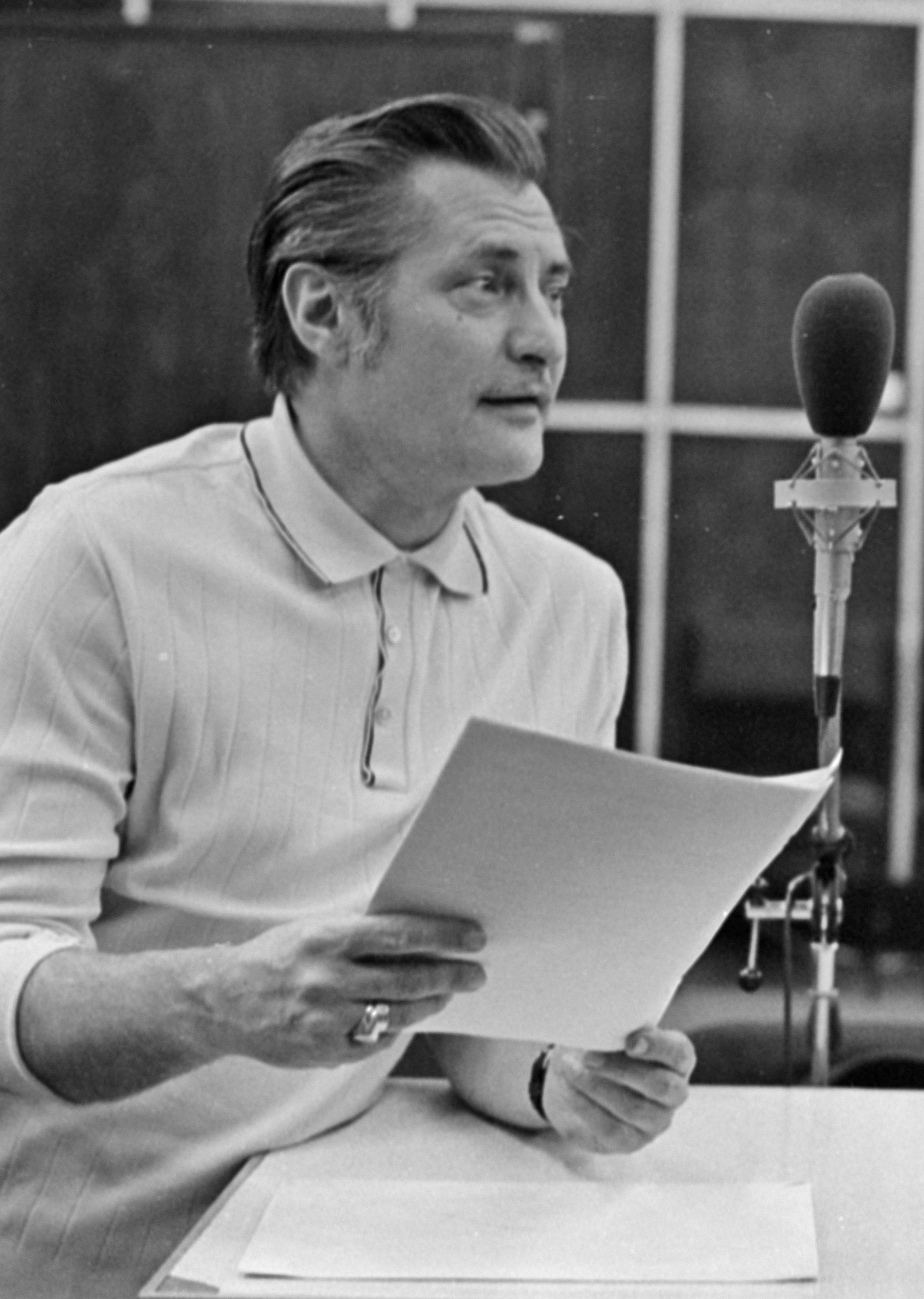
Gábor Agárdi (1974)

Gábor Agárdi (* 2. August 1922 in Szeged; † 19. Januar 2006 in Budapest) war ein ungarischer Schauspieler.

## Leben

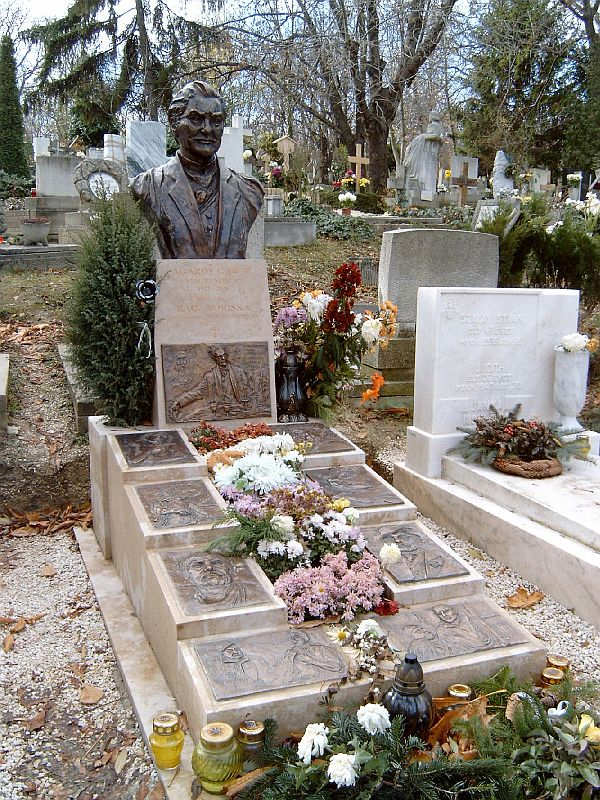
Grab von Gábor Agárdi auf dem Friedhof Farkasréti

Agárdi stammte aus einer armenischen Familie. Er wurde von 1937 bis 1941 am Theater in Szeged ausgebildet und erhielt 1949 ein Engagement am Nationaltheater in Miskolc, dem er bis 1952 angehörte. Anschließend ging er nach Budapest, wo er ein Engagement am Petöfi-Theater erhielt. Von 1964 bis 1985 gehörte er dem Ensemble des Nationaltheaters an.

## Filmografie (Auswahl)
- 1954: Ich und mein Großvater (Én és a nagyapám)
- 1959: Der Hof in der Pußta (Akiket a pacsirta elkísér)
- 1959: Ein paar Schritte bis zur Grenze (Pár lépés a határ)
- 1965: Die Männer in der Todesschanze (Szegénylegények)
- 1965: Der Korporal und die anderen (A tizedes meg a többiek)
- 1966: Die Fehde der Geier (Egy magyar nábob)
- 1966: Die Vergeltung (Kárpáthy Zoltán)
- 1967: Drei Nächte einer Liebe (Egy szerelem három éjszakája)
- 1968: Sterne von Eger (Egri csillagok)
- 1971: Husaren in Berlin
- 1973: Palko schlägt sich durch (Csínom Palkó)

## Auszeichnungen (Auswahl)
- 1959: Mari-Jászai-Preis
- 1962: Mari-Jászai-Preis
- 1980: Auszeichnung „Hervorragender Künstler“
- 1985: Kossuth-Preis
- 1989: Ehrenmitglied des Nationaltheaters
- 2002: Ehrenbürger von Budapest
- 2002: Komtur mit Stern des Verdienstordens der Republik Ungarn
- 2006: Lifetime Achievement Award als Schauspieler der Nation Ungarn (posthum)